# Drăguțești, Gorj
Drăguțești este satul de reședință al comunei cu același nume din județul Gorj, Oltenia, România.